# Antonín Kinský (labdarúgó, 1975)
Antonín Kinský (Prága, 1975. május 31.) cseh válogatott labdarúgó.
Profi pályafutását a Dukla Praha együttesénél kezdte, ahol egy szezont töltött. Ezután következett a Příbram (1996–1998). A Slovan Liberec kapuját 5 szezonon keresztül védte. Majd 2004-ben Oroszországba, a Szaturn Moszkvához igazolt, ahol ő volt a csapatkapitány helyettes. 2004-től 2010-ig 182 alkalommal jutott neki szerep a bajnokságban.
A válogatottban 2002 és 2006 között szerepelt és összesen 5 alkalommal lépett pályára. Tagja volt a 2004-es labdarúgó-Európa-bajnokságon és a 2006-os labdarúgó-világbajnokságon részvevő Cseh válogatott keretének.
Fia, Antonín Kinský szintén labdarúgó, a Tottenham Hotspur kapusa.

## Külső hivatkozások
- Profil a Cseh Labdarúgó-szövetség honlapján (csehül)